# ČEZ Aréna (Pilsen)
De ČEZ Aréna is een overdekt sportstadion in de Tsjechische stad Pilsen. Het stadion, met een capaciteit van 8.211 zitplaatsen, is de thuisbasis van de ijshockeyclub HC Škoda Pilsen. Het stadion werd gebouwd in 1950 en is tegenwoordig genoemd naar de sponsor, het energiebedrijf ČEZ.